# Општина Бребу Ноу (Караш-Северин)
Бребу Ноу (рум. Brebu Nou) општина је у Румунији у округу Караш-Северин.
Oпштина се налази на надморској висини од 877 m.